# Вирунга (национален парк)
Вирунга (на френски: Parc national des Virunga) е национален парк в Демократична република Конго.
Той е най-старият национален парк в Африка, обявен за такъв през 1925 г. През 1979 г. е обявен за обект на Световното природно наследство на ЮНЕСКО.
Намира се в едноименната планина Вирунга. Обхваща площ от 7800 квадратни километра. Известен е най-вече с големия брой (няколкостотин) горили, защитени на негова територия, но преследвани от бракониери в други райони на континента. Във „Вирунга“ се срещат още слонове, шимпанзета, жирафи, биволи и ендемични птици.

## История
В началото на 1920-те години няколко привърженици на европейското природоопазващо движение се борят за идеята за създаване на защитена местност в североизточната част на Белгийско Конго. Когато националният парк Алберт е основан през април 1925 г. като първият национален парк в Африка, той е възприеман като резерват, ориентиран към науката, с цел да се изучава и опазва дивата природа и туземните пигмейски ловци събирачи. През 1926 г. е предприета първата белгийска мисия за картографиране на националния парк, обхващайки 500 km2 около спящите вулкани Карисимби и Микено. Защитената област е разширена през 1929 г., вече обхващайки планините Вирунга и равнините южно от езерото Едуард. Първоначалната ѝ площ от 2920,98 km2 е постепенно увеличавана през следващите години. Коренното население, най-вече племената хуту и тутси, губят правата си върху земите в процеса и са изгонвани от защитената област.
През 1934 г. е основан Institut des Parcs Nationaux du Congo Belge („Институт на националните паркове на Белгийско Конго“) като управляващ орган на националните паркове в Белгийско Конго. Между 1930-те години и 1961 г. са проведени няколко експедиции в националния парк от белгийски учени. Тяхната цел е изучаване и събиране на зоологически видове за Кралския музей за история на природата в Белгия, изучаване на етническите групи в района, изследване на вулканичната дейност и търсене на вкаменелости.
Към края на 1950-те години нахлуванията на местни пастири и добитъка им разрушават естествения хабитат в парка до височина 3000 m, застрашавайки хранителната основа на горилите в парка. През 1960-те години са въведени реформи на законите за земята, след като страната извоюва независимостта си. Земята е обявена за собственост на държавата, но незаконният лов в защитените местности се увеличава.
През 1969 г. двата национални парка в района са обединени под името Национален парк Вирунга, като през 1979 г. той е включен в списъка на световното културно и природно наследство на ЮНЕСКО.
От началото на 1990-те години защитената зона е засегната от политическите размирици в региона на Големите африкански езера. След геноцида в Руанда хиляди бежанци се заселват в района на езеро Киву, а военното присъствие се засилва. Първата и Втората конгоанска война още повече дестабилизират региона. Противобракониерските патрули в парка са възпрепятствани, а персоналът на парка и животните на територията му са убивани. Около 850 000 бежанци живеят около парка към 1994 г. До 40 000 души навлизат в парка ежедневно в търсене на дърва за огрев и храна, като в процеса се обезлесяват големи площи. Същата година националният парк е вписан като застрашен. През 1996 г. е вписан като Рамсарско място от международно значение.
През 2005 г. Европейската комисия препоръчва публично-частно партньорство между правителството на страната и британската неправителствена организация „Virunga Foundation“. Тази организация е отговорна за управлението на парка от 2010 г., като около 80% от разходите се субсидират от Европейската комисия. През следващите години усилията за опазване на парка са милитаризирани, за да се попречи на въоръжените бунтовнически групи и бракониерите от действия вътре в парка.
През 2011 г. британската компания Soco International получава концесия за добиване на петрол в покрайнините и в големи участъци от националния парк. Държавните служители одобряват добивната дейност, докато ръководството на парка се противопоставя. С покачването на напрежението, директорът на парка Еманюел дьо Мерод е нападнат през април 2014 г. След множество международни протести компанията спира дейността си и се съгласява да не предприема подобни операции в близост до обекти на световното наследство.
От началото на въоръжения конфликт 175 служители на парка са убити до април 2018 г. През май 2018 г. са отвлечени двама туристи, които впоследствие са освободени невредими. След това паркът затваря врати за обществеността от юни 2018 г. до февруари 2019 г.

## География
Националният парк Вирунга се намира във водосборния басейн на Конго и Нил. Северната му част обхваща част от река Семлики, както и саваните и планинските гори на Албертиновия рифт. Във височина този участък варира от 680 m в долината на река Пуемба до 5109 m на върха на планината Стенли. Централната част обхваща около две трети от езерото Едуард до границата с Уганда на изток. Тесен коридор с широчина 3 – 5 km по западния бряг на езерото свързва северната с южната част на националния парк. Южната част се разпростира от бреговете на езерото Киву и обхваща вулканите Нямулагира, Нийрагонго и Микено с планинските гори по склоновете им.

### Климат
Климатът в областта е повлиян от движението на вътретропичната зона на конвергенция и колебанията на Ел Ниньо. От март до средата на май и от септември до ноември са влажните сезони. Средното количество месечни валежи в саваната и около езеро Едуард е 30 – 40 mm, като това е най-сухата част от парка. Северната част получава средни месечни валежи до 220 mm, а южната – до 160 mm. Средните температури на по-ниска надморска височина варира между 23 и 28 °C, а на по-висока надморска височина – между 16 и 24 °C, като рядко падат под 14 °C.

## Флора и фауна
Основните защитени видове, обитаващи парка, са планинските горили, които са застрашени от изчезване. Голям принос към изучаването им има Даян Фоси, която загива през 1985 г. на територията на парка, вероятно от ръцете на бракониер. Успешните действия по опазването на вида спомагат за увеличаването на популацията му в периода на политическа нестабилност в региона от 1994 до 2004 г. Въпреки това, бракониерството и изсичането на горите за дърва за огрев отново поставят въпроса за бъдещето на горилите.
До началото на конфликта гористите райони и саваната се обитават от горски слонове, кафърски биволи, жирафи, окапи, брадавичести свине, шимпанзета и различни антилопи. На брега на езерото Едуард се срещат хипопотами, чиято популация се е съкратила до над 95% към 2006 г. Водните площи в парка се опазват в рамките на Рамсарската конвенция. Тук зимуват прелетни птици от Сибир.
Бракониерството и въоръжените конфликти са нанесли сериозни щети по популациите на дивите животни. Трудно е да се даде оценка на текущото състояние на биоразнообразието в парка.
Численост на някои бозайници на територията на парка:
| Вид                     | 1959 г. | 2005 г. |
| Хипопотам               | 26530   | 887     |
| Кафърски бивол          | 128307  | 3822    |
| Африкански саванен слон | 3425    | 348     |
| Блатен козел            | 11218   | 12982   |
| Воден козел             | 2223    | 374     |
| Лиророга антилопа       | 5939    | 1353    |